# Перелік ударів по житловій забудові під час російського вторгнення (серпень 2023)
Удари по житловій забудові України під час російсько-української війни — воєнний злочин, скоєний російськими військовими під час повномасштабного військового вторгнення в Україну.
У переліку подано інформацію про удари по житловій та громадській забудові яка була опублікована у відкритих джерелах. Подано інформацію про атаки протягом серпня 2023 року.

## Загальна інформація
Згідно моніторингової місії ООН з прав людини в Україні відомо про 158 загиблих цивільних українців протягом серпня 2023 року.

### Руйнування населених пунктів прилеглих до лінії зіткнення
У населених пунктах які знаходяться біля лінії бойового зіткнення, постійно відбуваються обстріли житлової та іншої цивільної забудови (у тому числі медичних установ, навчальних закладів, комерційної забудови). Впродовж серпня 2023 року, обстріли відбувалися вздовж прикордонних громад Чернігівщини, Сумщини, та Харківщини, а також громад Запорізької, Дніпропетровської, Херсонської та Миколаївської областей із використанням ракет, безпілотників, мінометів, артилерії, реактивних систем залпового вогню, вогнем бронетехніки та стрілецької зброї.
Вздовж державного кордону:
- У Чернігівській області — Корюківська, Новгород-Сіверська, Семенівська, Сновська громади.
- У Сумській області — Білопільська, Великописарівська, Глухівська, Краснопільська, Миропільська, Новослобідська, Путивльська, Хотінська, Юнаківська громади.
- У Харківській області — Вільхуватська, Вовчанська, Дворічанська, Дергачівська, Золочівська, Липецька громади

Між тимчасово окупованою територією:
- У Харківській області — Борівська, Дворічанська, Ізюмська, Кіндрашівська, Куп'янська, Курилівська, Оскільська, Петропавлівська громади
- У Луганській області — Красноріченська, Лисичанська громади
- У Донецькій області — Званівська, Сіверська громади
- У Запорізькій області —
- У Херсонській області —
- У Миколаївській області —

10 серпня на деокупованих територіях Куп'янського району була оголошена обов'язкова евакуація населення.

## Перелік
Червоним кольором позначені атаки у яких відомо про загибель людей.
| дата і місце | дата і місце                        | тип зброї             | подробиці атаки, жертви (загиблі/поранені)                     | подробиці атаки, жертви (загиблі/поранені) |
| ------------ | ----------------------------------- | --------------------- | -------------------------------------------------------------- | ------------------------------------------ |
| 01/08        | Херсон                              | артобстріл            | влучання у Херсонську обласну міську Лікарню ім. Є. Карабелеша | 1/1                                        |
| 01/08        | Харків                              | Shahed 136            | влучання у приміщення гуртожитку                               | —                                          |
| 02/08        | Донецька обл., Слов'янськ           | С-300                 | обстріл житлових кварталів                                     | 0/2+                                       |
| 03/08        | Херсон                              | артобстріл            | артобстріл Свято - Катеринського собору у Херсоні              | 0/7                                        |
| 03/08        | Херсон                              | артобстріл            | повторний артобстріл Свято - катеринського собору у Херсоні    | 0/7                                        |
| 05/08        | Харківська обл., Купʼянськ          | авіабомбовий удар     | влучання у приміщення центру переливання крові                 | 2/4                                        |
| 05/08        | Хмельницька обл., Старокостянтинів  | ракетний удар         | пошкодження цивільної забудови                                 | 0/1                                        |
| 06/08        | Запорізька обл., Оріхів             | обстріл               | влучання авіаційної ракети чи РСЗВ у житлову багатоповерхівку  | —                                          |
| 06/08        | Херсонська обл., Ольгівка           | ракетний удар         | влучання у подвір’я приватного будинку                         | 0/2                                        |
| 07/08        | Херсон                              | артобстріл            | обстріл центральної частини Херсона                            | 1/8                                        |
| 07/08        | Донецька обл., Покровськ            | Іскандер              | подвійний удар по житловому будинку                            | 9/80                                       |
| 09/08        | Запоріжжя                           | Х-35                  | приміщення православного храму                                 | 3/9                                        |
| 10/08        | Запоріжжя                           | Іскандер-К            | удар по готелю Reikartz                                        | 1/16                                       |
| 10/08        | Харківська обл., Купʼянськ          | авіабомбовий удар     | влучання у приміщення міськради                                | —                                          |
| 10/08        | Харківська обл., Купʼянськ          | артобстріл            | влучання у гаражі в житловому кварталі центру міста            | —                                          |
| 11/08        | Івано-Франківська обл., Коломия     | Х-47М                 | влучання у житлову забудову                                    | 1/0                                        |
| 11/08        | Дніпропетровська обл., Нікополь     | артобстріл            | пошкодження 15 приватних будинків                              | 0/1                                        |
| 11/08        | Донецька обл., Краматорськ          | С-300                 | пошкодження понад 44-х житлових будинків                       | 0/2                                        |
| 12/08        | Харківська обл., Куп'янськ-Вузловий | артобстріл            | артобстріл территорії населеного пункту                        | 1/0                                        |
| 13/08        | Херсонська обл., Станіслав          | артобстріл            | артобстріл житлових кварталів                                  | 7/1+                                       |
| 13/08        | Херсонська обл., Широка Балка       | артобстріл            | артобстріл житлових кварталів                                  | 7/1+                                       |
| 14/08        | Запорізька обл., Степне             | С-300                 | житлові будинки                                                | 2/1                                        |
| 14/08        | Одеса                               | ракетно-дроновий удар | пошкодження уламками супермаркету та житлових будинків         | 0/3                                        |
| 14/08        | Дніпро                              | С-300                 | влучання у спортивний об'єкт                                   | 0/2                                        |
| 14/08        | Львів                               | ракетний удар         | влучання 6 ракет у житлові квартали                            | 0/15                                       |
| 14/08        | Черкаська обл., Сміла               | ракетний удар         | влучання на територію приватного підприємства та медзакладу    | —                                          |
| 19/08        | Чернігів                            | Іскандер              | влучання ракети у Чернігівський драмтеатр                      | 7/129                                      |
| 19/08        | Хмельницька обл.                    | Shahed 136            | житлові будинки                                                | 0/2                                        |
| 20/08        | Харківська обл., Вовчанськ          | артобстріл            | артобстріл житлової та цивільної забудови                      | 1/0                                        |
| 20/08        | Харківська обл., Купʼянськ          | артобстріл            | артобстріл житлової та цивільної забудови                      | 0/11                                       |
| 20/08        | Харківська обл., Чугуївський р-н    | артобстріл            | артобстріл житлової та цивільної забудови                      | —                                          |
| 21/08        | Чернігівська обл.                   | Shahed 136            | влучання у цивільний об'єкт прикордонної громади               | —                                          |
| 22/08        | Дніпропетровська обл., Кривий Ріг   | —                     | житлові будинки                                                | 0/1                                        |
| 23/08        | Сумська обл., Ромни                 | Shahed 136            | влучання у приміщення школи                                    | 4/4                                        |
| 23/08        | Херсон                              | авіабомбовий удар     | влучання авіабомби у приміщення дитячого садку                 | 0/5                                        |
| 24/08        | Херсонська обл., Широка Балка       | артобстріл            | під ворожий обстріл потрапив тракторист, який працював у полі  | 1/0                                        |
| 26/08        | Донецька обл., Краматорськ          | ракетний удар         | пошкодження цивільної інфраструктури                           | —                                          |
| 28/08        | Донецька обл., Торецьк              | артобстріл            | обстріл житлових кварталів касетними боєприпасами              | 1/3                                        |